# Cintractia solida
Cintractia solida är en svampart som först beskrevs av Miles Joseph Berkeley, och fick sitt nu gällande namn av M. Piepenbr. 2000. Cintractia solida ingår i släktet Cintractia och familjen Anthracoideaceae.   Inga underarter finns listade i Catalogue of Life.